# Leka (Griechenland)
Das Dorf Leka (griechisch Λέκα (f. sg.)) liegt in etwa 190 m Höhe im Westen der griechischen Insel Samos etwa 3 km südwestlich vom Stadtzentrum Karlovasis.
Die Existenz Lekas findet erstmals in Dokumenten vom Ende des 16. Jahrhunderts Erwähnung. Der Ortsname ist albanischen Ursprungs. Der landwirtschaftlich geprägte Ort hat 412 Einwohner. Es wird überwiegend der Anbau von Wein und Oliven betrieben. Im nahegelegenen Weiler Agios Pandeleimon (Άγιος Παντελεήμων), 1940 von Tsourlei (Τσουρλαίοι) nach seiner Kirche umbenannt, lebten 2001 nur noch 7 Einwohner.
Mit der Umsetzung der Gemeindereform nach dem Kapodistrias-Programm im Jahr 1997 erfolgte die Eingliederung von Leka in die Gemeinde Karlovasia. Die Verwaltungsreform 2010 führte die ehemaligen Gemeinden der Insel zur Gemeinde Samos zusammen. Seit der Korrektur der Verwaltungsreform 2019 in zwei Gemeinden zählt Leka zur Gemeinde Dytiki Samos.
Einwohnerentwicklung von Leka
| Name              | griechischer Name          | Code       | 1913  | 1920 | 1928  | 1940 | 1951 | 1961 | 1971 | 1981 | 1991 | 2001 | 2011 |
| ----------------- | -------------------------- | ---------- | ----- | ---- | ----- | ---- | ---- | ---- | ---- | ---- | ---- | ---- | ---- |
| Leka              | Λέκα (f. sg.)              | 5602010801 | 1109* | 1017 | 1123* | 1169 | 1085 | 927  | 678  | 574  | 534  | 510  | 412  |
| Agios Pandeleimon | Άγιος Παντελεήμων (m. sg.) | 5602010802 | 117   | 84   | 104   | 89   | 56   | 54   | 31   | 32   | 26   | 18   | 7    |
| Gesamt            | Gesamt                     | 56020108   |       | 1101 | 1227  | 1258 | 1141 | 981  | 709  | 606  | 560  | 528  | 419  |

*einschließlich Plaka mit 13 Einwohnern (1913) und mit 20 Einwohnern (1928)